# Clark Ashton Smith
Clark Ashton Smith (13. ledna 1893 – 14. srpna 1961) byl americký spisovatel, básník, malíř a spisovatel horroru, fantasy a sci-fi. Pro své příběhy, literární přátelství s H. P. Lovecraftem od roku 1922 až do jeho do smrti roku 1937 je dodnes populární. S Lovecraftem a Robertem E. Howardem, také přítelem a korespondentem, zůstává Smith jedním z nejslavnějších přispěvatelů do pulp magazínu Weird Tales.

## Biografie

### Raný život a vzdělání
Smith trávil většinu svého života v malém městě. Žil v malé místnosti se svými rodiči, Fanny a Timeem Smithovými. Jeho formální vzdělání bylo omezeno: trpěl psychickými poruchami, a kvůli tomuto problému prošel pouze osmi roky mluvnické školy a nikdy se nedostal na střední školu. Po opuštění školy pokračoval v samostudiu, učil se francouzsky a španělsky a jeho téměř fotografická paměť mu umožnila uchovat si v paměti nesmírné množství informací z širokého rozsahu četby, včetně několika celých slovníků a encyklopedií.

### Raná tvorba a inspirace
Smith začal psát povídky ve věku jedenácti let a dvě z nich, Meč Zagan a Černé diamanty, byly později publikovány v Hippocampus Press. Obě povídky jsou charakterizovány středověkou výpravou a výpravou podobnou pohádkám tisíce a jedné noci. Smithovu ranou tvorbu dále ovlivnily podobné pohádky bratří Grimmů (rovněž podobné arabským pohádkám) a práce Edgara Allana Poea. V pozdějším mládí se stal chráněncem sanfranciského básníka George Sterlinga, který mu pomohl publikovat jeho první sbírku básní The Star-Treader a další básně, která se dočkala velmi dobrého přijetí u amerických kritiků, jeden z nich nazval C. A. Smitha Keatsem Pacifiku. Díky Sterlingovi vešel Smith ve známost coby člen místního nočního klubu Auburn Monday, kde se značným úspěchem četl několik ze svých básní. Publikace Ebony and Crystal z roku 1922 byla následována nadšeným dopisem od H. P. Lovecrafta, čímž začalo patnáct let přátelství a korespondence.

### Zaměstnání a manželství
Smith byl po většinu svého života nucen pro finanční zabezpečení sebe a svých rodičů vykonávat podřadná zaměstnání jako sbírání ovoce a kácení dřeva. Po smrti rodičů se 10. listopadu 1954 oženil s Carol Jones Dormanovou a odstěhoval se do Pacific Grove v Kalifornii.

### Zdraví a smrt
Smith trpěl celý svůj život očními problémy. Zemřel ve spánku 14. srpna 1961.

## Dílo (výběr)
- 1912: The Star-Treader and Other Poems (Star-Treader a jiné básně)
- 1920: The Hashish-Eater; Or, the Apocalypse of Evil (Pojídač hašiše; Nebo, Apokalypsa zla)
- 1926: The Abominations of Yondo (Hrůzná poušť Yondo)
- 1942: Out of Space and Time (Mimo prostor a čas)
- 1944: Lost Worlds (Ztracené světy)
- 1948: Genius Loci and Other Tales (Genius loci a jiné příběhy)